# تابيثا كينغ
تابيثا كينغ (بالإنجليزية: Tabitha King)‏ (24 مارس 1949، أولد تاون في الولايات المتحدة)؛ كاتِبة وروائية أمريكية. درست في جامعة مين.

## روابط خارجية
- تابيثا كينغ على موقع IMDb (الإنجليزية)
- تابيثا كينغ على موقع قاعدة بيانات الفيلم (الإنجليزية)